# Południe (12:00)
Południe – czas dokładnie w połowie doby, godzina 12:00. Południe oddziela ranek od popołudnia.
Antonimem (przeciwieństwem) południa jest północ (godzina 24:00, 00:00).

## Zegary dwunastogodzinne –p.m.oraza.m.
W zegarach 12-godzinnych południe oznaczane jest jako 12 p.m. (łac. post meridiem – po południu), natomiast północ jako 12  a.m. (skrót utworzony od łac. ante meridiem oznaczającego "przed południem").

## Południe słoneczne
Południe słoneczne (kulminacja Słońca) to chwila, gdy Słońce jest najwyżej na niebie (najbliżej zenitu) i przechodzi nad południkiem, na którym znajduje się obserwator (patrz: czas słoneczny). Podczas południa słonecznego Słońce jest dokładnie nad głową obserwatora znajdującego się na równiku w czasie równonocy wiosennej i jesiennej, na zwrotniku Raka – w czasie przesilenia letniego oraz na zwrotniku Koziorożca – w czasie przesilenia zimowego. Południe zegarowe i południe słoneczne prawie nigdy się nie pokrywają.

## Znaczenia kulturowe

### Znaczenie rytualne
Północ oraz południe jako kulminacyjne punkty dnia i nocy miały szczególne znaczenie w rytuałach różnych kultur. Południe było momentem, w którym siły światła, dobra, były największe, a w związku z tym południowa modlitwa, obrządek czy magiczny rytuał  uważane były za najskuteczniejsze. Przedmioty (rośliny, substancje) pozyskane w południe miały posiadać szczególne cechy i własności magiczne.

### Demony południa
W mitologii słowiańskiej środek dnia uosabia demon południa: południca, która porywała bawiące się w polu dzieci, powodowała udary słoneczne u pracujących i zadawała napotkanym osobom zagadki. Błędna odpowiedź groziła śmiercią. Według tradycji egipskiej łupem demonów południa padali modlący się w południe mnisi, którzy tracili siłę ducha i popadali w apatię.